# State Street (Chicago)
Pour les articles homonymes, voir State Street.
State Street est une artère majeure nord-sud de la ville de Chicago aux États-Unis.

## Situation et accès
Elle commence dans le secteur de Near North Side à hauteur de North Avenue. State Street est située entre Wabash Avenue et Dearborn Street à l'est, puis Lafayette Avenue à l'ouest. Longue de 28 kilomètres, State Street traverse le centre de Chicago et les quartiers sud, avant de se terminer à la limite méridionale de la ville, à l'intersection de la 127e rue, le long de la rivière Calumet. L'intersection dont elle fait partie avec Madison Street marque le point d'origine du système de numérotation des rues de Chicago.
Transports
La ligne rouge du métro de Chicago fonctionne sous State Street dans le secteur du Loop sur son chemin de la station de la rue Howard jusqu'à la station 95th/Dan Ryan. En outre, la section sud de la Chicago Skyway à hauteur de l'aérogare 95th/Dan Ryan, passe 1/2 bloc à l'ouest de la médiane de Dan Ryan Expressway. La ligne rouge (à hauteur de State Street) fonctionne 24 heures par jour, 7 jours par semaine.

## Origine du nom
Le nom « State Street » trouve son origine dans lÉtat de l'Illinois ou se trouve Chicago.

## Historique

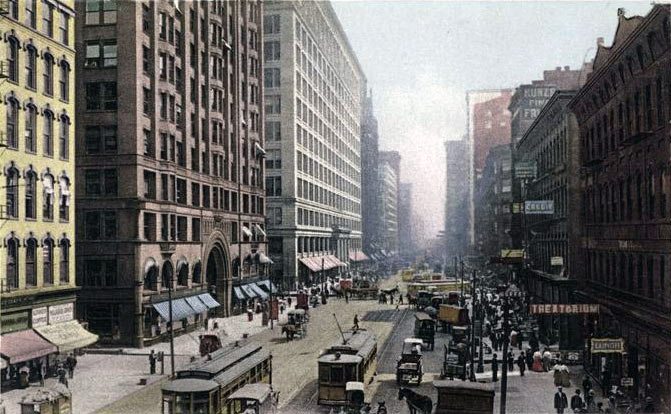
State Street en 1907.

D'abord baptisée State Road, elle est la route principale menant au sud de l'État de l'Illinois. À la fin des années 1860, Potter Palmer décide de développer State Street. Il y implante un magasin de sa compagnie appelé Marshall Field and Company en 1868 et y construit un hôtel, le Palmer House en 1870. L'hôtel fut complètement détruit par le Grand incendie de Chicago en 1871 puis très vite reconstruit, il rouvrit à nouveau en 1875. Au début du XXe siècle, State Street devient une artère commerciale importante, bordée de nombreux magasins.
La partie nord de Vincennes Avenue, ou Sentier de Vincennes, un sentier indien long d'environ 250 miles à Vincennes, dans l'Indiana, était autrefois appelé Trace Hubbard ou Trail Hubbard car il était directement connecté à Chicago. La rue a pris le nom de State, à la suite des améliorations financées par l'État. Vincennes Avenue, l'une des rares rues de Chicago en diagonale, est un vestige de Vincennes Avenue, et plus au sud le sentier devint finalement l'Illinois Route 1. À ses débuts, la State Road n'était pas asphaltée et connue pour être très boueuse. Vers la fin des années 1860, Potter Palmer entreprit des efforts pour rehausser le profil et le prestige de State Street. Ce projet séduit Marshall Field et Levi Leiter qui finissent par déplacer leur magasin sur le terrain Leiter & Co. au coin de State Street et Washington en 1868, et il a construit à proximité son propre Palmer House hôtel en 1870.
En 1921, le célèbre Chicago Theatre y est inauguré. Ses quelque 4 000 sièges en font l'un des plus grands théâtres au monde à cette époque, même si ce n'est que la moitié des places qu'offre alors le Madison Square Garden de New York. En 1958, la ville de Chicago fait appel à la société Light Commercial qui se charge de l'aménagement de l'éclairage et la mise en valeur de la rue, ce qui en fait selon le Chicago Tribune l'une des artères les plus illuminées dans le monde.

## Bâtiments remarquables et lieux de mémoire

### Commerces
State Street est devenue une destination de magasinage prestigieuse au cours des années 1900 et est mentionnée dans la chanson Chicago, chantée par Frank Sinatra, où il se réfère à cette rue emblématique de Chicago. En 1979, le maire Jane Byrne a transformé une partie du centre-ville en rue piétonne avec pour seul trafic, celui des bus exceptionnellement autorisés. Le maire Richard M. Daley a supervisé le projet de revitalisation de State Street et le 15 novembre 1996, la rue était rouverte à la circulation.
Au cours de la deuxième moitié du XXe siècle, State Street a été éclipsée par les touristes et les Chicagoans pour le Magnificent Mile (une prestigieuse portion de la Michigan Avenue) qui est devenu entre-temps le nouveau quartier commerçant à la mode. Divers projets ont été instaurés pour la revitalisation de State Street. Certains changements ont remporté un certain succès. Aujourd'hui, les deux seules grandes chaînes de magasins qui restent sont Macy et Sears. Le magasin de la chaîne Carson Pirie Scott a fermé les portes de leurs magasins le 21 février 2007 après plus de 100 ans d'activité sur State Street. Le bloc 37 a ouvert en 2009, apportant avec elle un grand groupe de détaillants haut de gamme sur State Street, dont Anthropologie, Puma AG, et Zara.

### Landmark

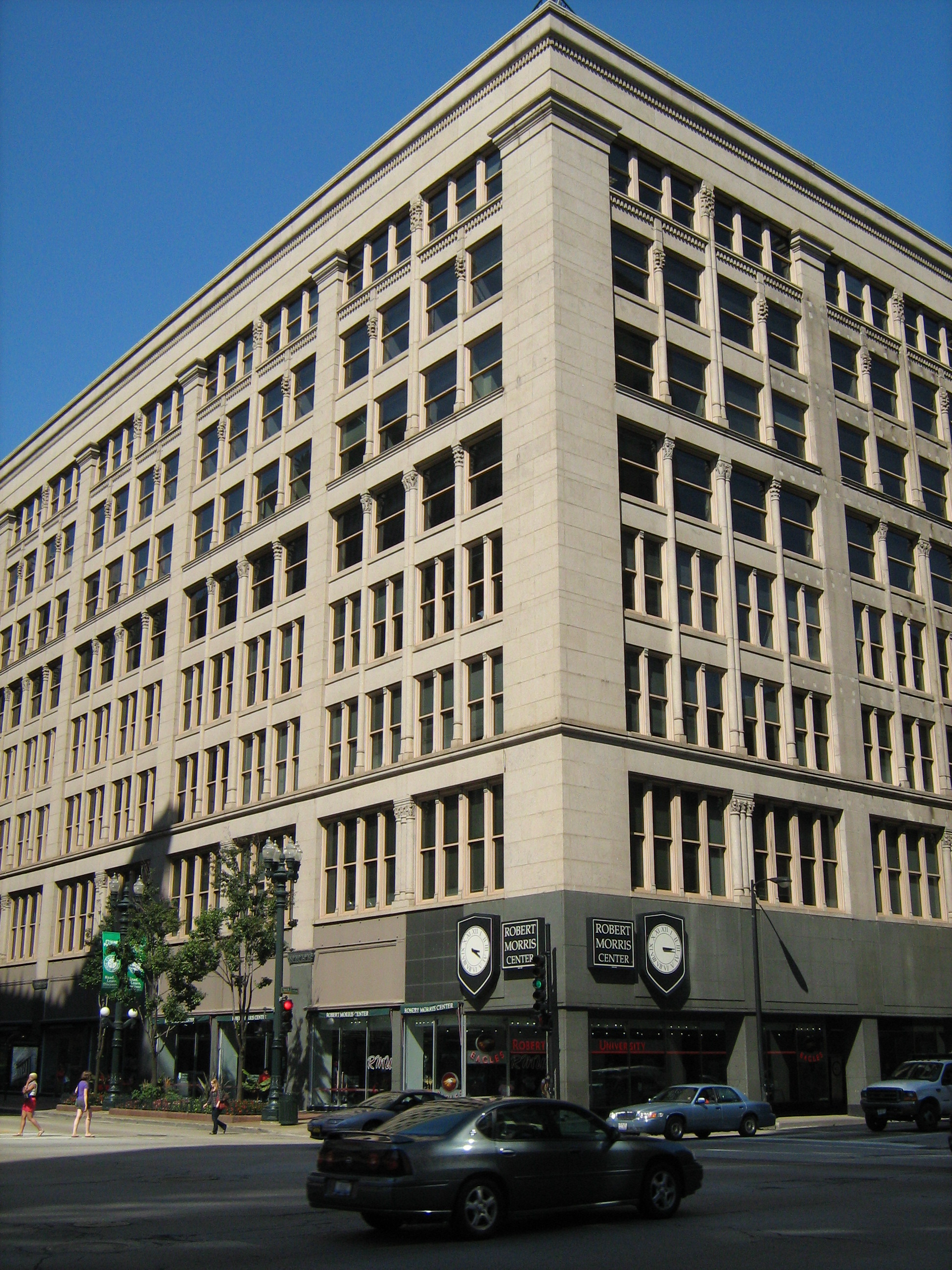
Second Leiter Building.

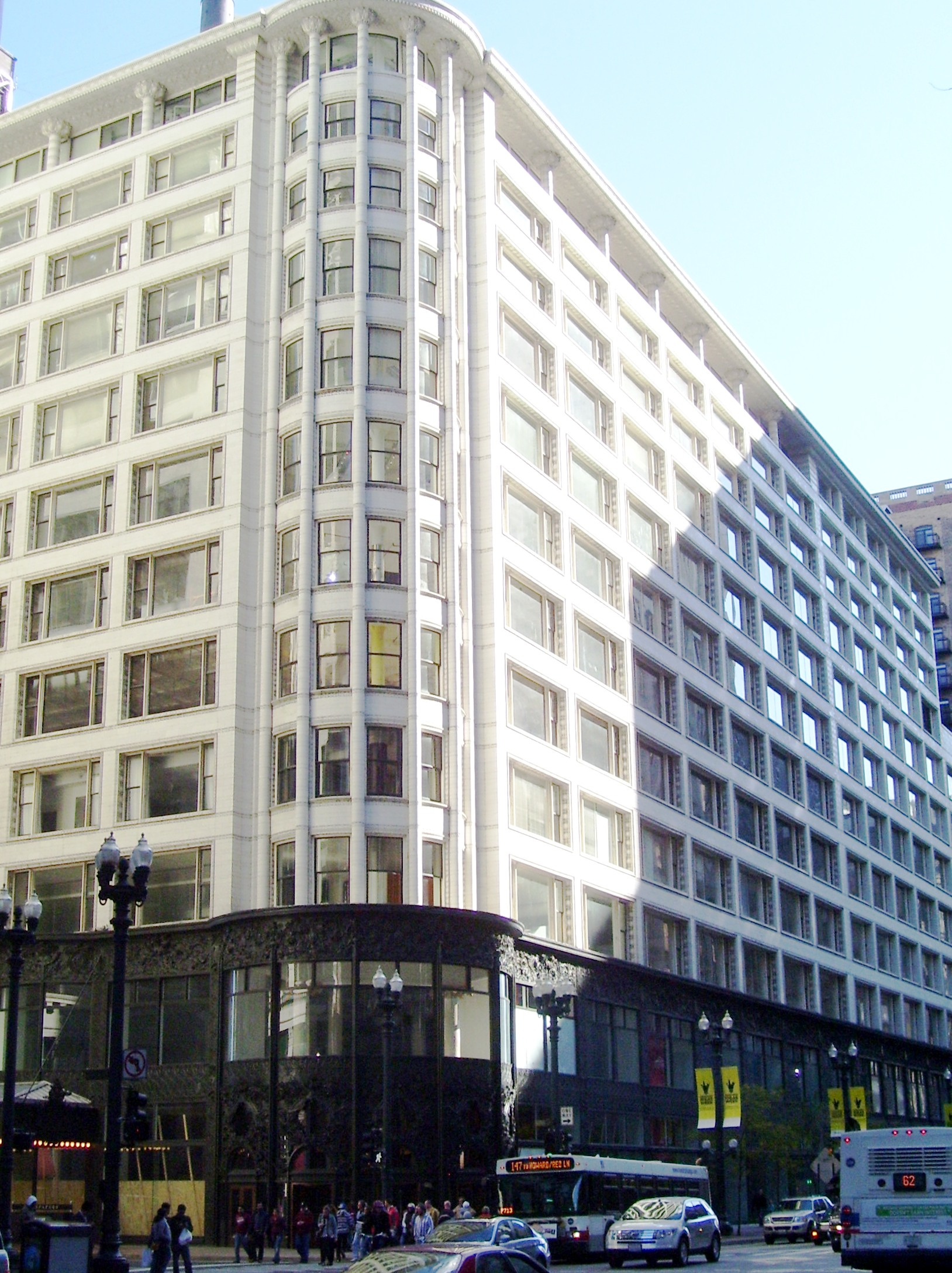
Carson, Pirie, Scott and Company Building.

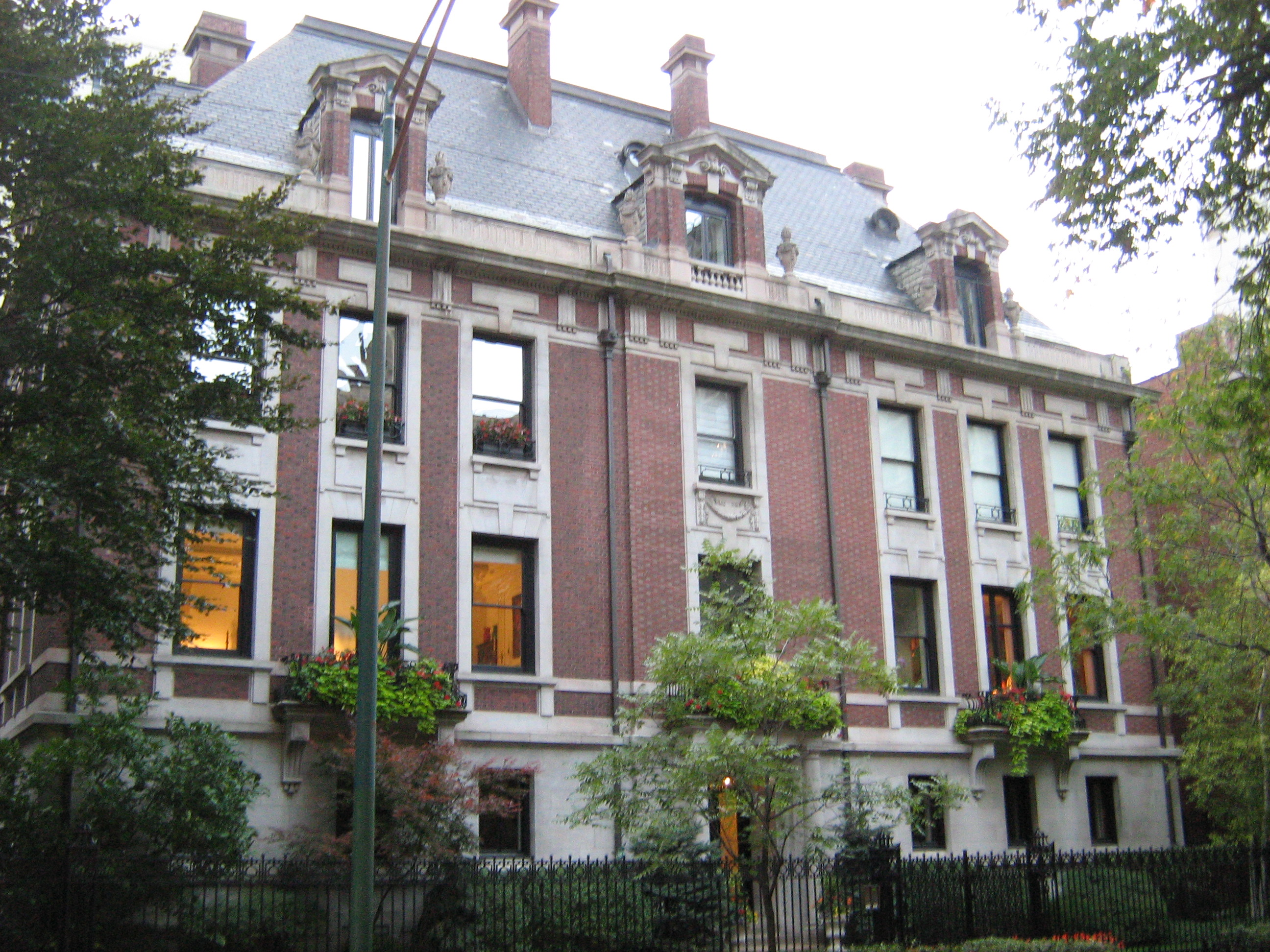
The Original Playboy Mansion.

State Street est connue pour ses nombreux landmarks :
- Chicago Archbishop's Mansion
- The Original Playboy Mansion
- Fisher Studio Houses
- Cathédrale du Saint-Nom de Chicago
- Tree Studio Building and Annexes
- Marina City
- ABC 7 News Studio
- Page Brothers Building
- Chicago Theatre
- Marshall Field and Company Building
- Block 37
- Reliance Building
- Carson, Pirie, Scott and Company Building
- A. M. Rothschild & Company Store (DePaul Center)
- Harold Washington Library
- Second Leiter Building
- University Center
- Raymond Hilliard Homes
- Harold L. Ickes Homes
- Dearborn Homes
- Institut de technologie de l'Illinois
- McCormick Tribune Campus Center
- Crown Hall
- State Street Village
- Chicago Savings Bank Building
- Overton Hygienic Building
- Roberts Temple Church of God in Christ Building